# Lawe Kinge
Lawe Kinge is een bestuurslaag in het regentschap Aceh Tenggara van de provincie Atjeh, Indonesië. Lawe Kinge telt 308 inwoners (volkstelling 2010).